# Війна за незалежність Гвінеї-Бісау
Війна за незалежність Гвінеї-Бісау (порт. Guerra de Independência da Guiné-Bissau) — збройний конфлікт, який відбувався в Португальській Гвінеї між 1963 і 1974 роками. Воєнні дії велися між Португалією та Африканською партією незалежності Гвінеї та Кабо-Верде, тамтешнім збройним рухом за незалежність цієї колонії, який підтримували Куба, СРСР та Югославія. Через велику кількість людей і матеріалів, витрачених на тривалу, переважно партизанську війну, а також внутрішньополітичні потрясіння, які вона створила в Португалії, цю війну зазвичай називають «Португальським В'єтнамом». Протистояння закінчилося, коли у квітні 1974 року лівий військовий переворот у Лісабоні призвів до повалення диктаторського режиму в Португалії Нової держави і новий уряд негайно припинив усі воєнні дії в африканських колоніях, оголосивши про свій намір негайно надати їм незалежність. Незабаром Португалія надала незалежність Гвінеї-Бісау, а за рік — Кабо-Верде.

## Історія

### Передумови
Територія Португальської Гвінеї (а також сусідній архіпелаг Кабо-Верде) були відкриті португальськими мореплавцями в середині XV століття і поступово стали важливим торговим пунктом для товарів і африканських рабів, особливо у XVIII столітті, до того як рабство було оголошено португальською владою поза законом. Однак внутрішні регіони колонії не повністю контролювалися португальцями до другої половини XIX століття. Спорадичні бої тривали на початку XX століття, а острови Біжагош перейшли повноцінно під владу Португалії після придушення опору тільки у 1936 році.
Португальська Гвінея була залежною від уряду Кабо-Верде до 1887 року, коли вона отримала статус окремої заморської провінції Португалії. У 1892 році вона отримала статус автономного округу, а в 1896 році знову стала провінцією. На початку XX століття Португальську Гвінею почали називати «колонією», незважаючи на те, що вона все ще мала загальний статус заморської провінції. З набуттям чинності Португальського колоніального акту 1930 року позначення «колонія» повністю замінило поняття «провінція». У 1952 році, згідно з поправкою до конституції, Португальська Гвінея знову стала називатися заморською провінцією, втративши статус «колонії».
Хоча місцевий опір завжди існував, лише в 1956 році перший визвольний рух заснували Амілкар Кабрал і Рафаел Барбоза, Африканську партію незалежності Гвінеї та Кабо-Верде (PAIGC).

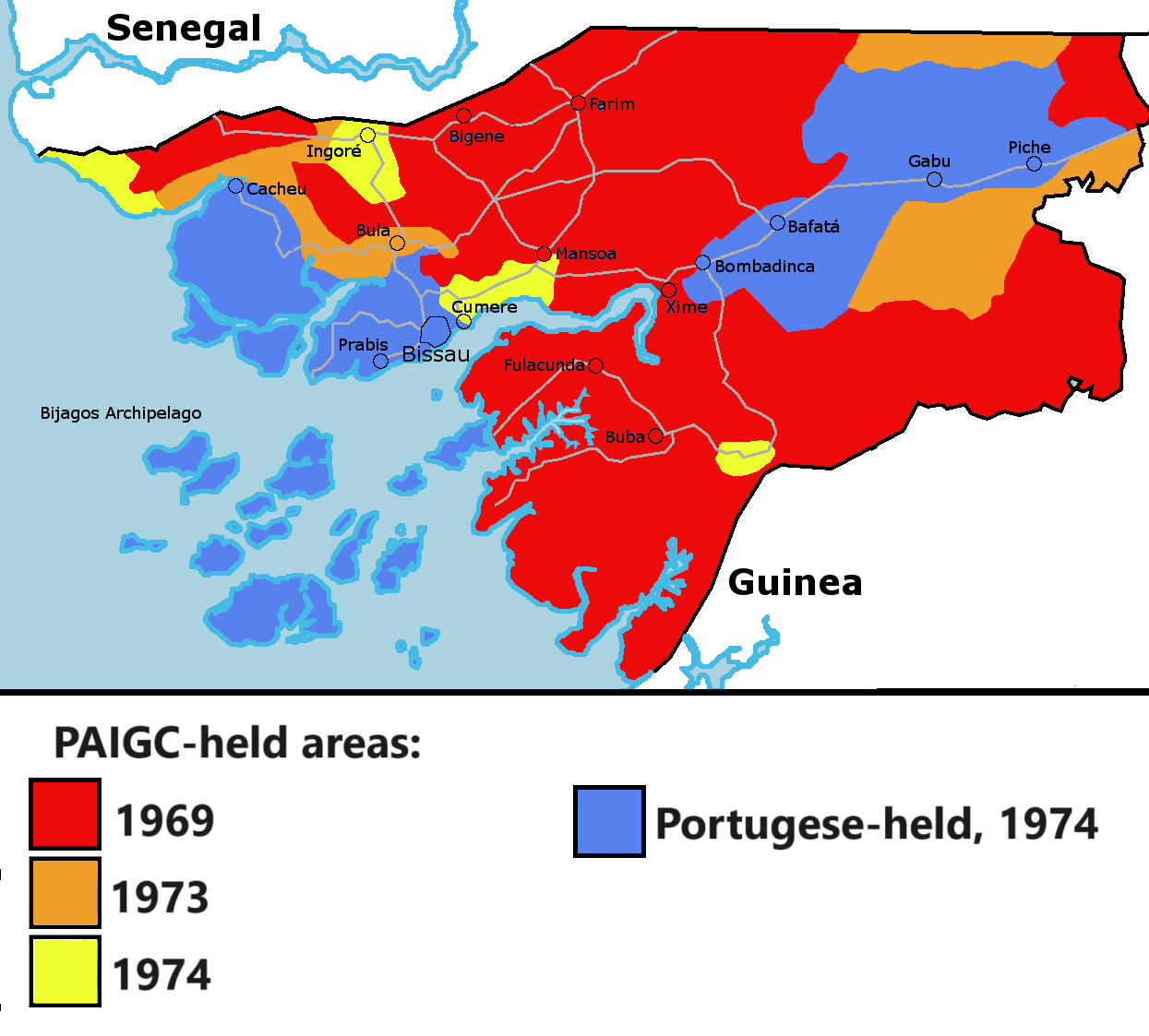
Карта Португальської Гвінеї на 1970 рік.
Під контролем Португалії
Спірна
Під контролем PAIGC

Першим серйозним актом опору PAIGC став страйк докерів у Бісау 3 серпня 1959 року. Колоніальна поліція жорстоко придушила страйк, і за оцінками загинуло 25-50 осіб; згодом цей інцидент став відомий як різанина в Підджигуїті. Ця різанина призвела до значного зростання підтримки населення PAIGC.
До 1960 року керівництво опором перенесло штаб-квартиру партії в Конакрі в сусідній Гвінеї (колишня Французька Гвінея), щоб підготуватися до збройної боротьби. 18 квітня 1961 року PAIGC разом з FRELIMO з Мозамбіку, MPLA Анголи та MLSTP Сан-Томе і Принсіпі утворили Конференцію націоналістичних організацій португальських колоній (CONCP) під час конференції в Марокко. Головною метою організації була організації взаємодії між різними національно-визвольними рухами у Португальській імперії.

### Війна
Основний революційний повстанський рух корінних народів, Марксистська африканська партія незалежності Гвінеї та Кабо-Верде або PAIGC, являла собою добре підготовлену, добре керовану та оснащену силу, яка отримувала значну підтримку від безпечних притулків у сусідніх країнах, таких як Сенегал та Гвінея. Джунглі Гвінеї та близькість союзників PAIGC поблизу кордону виявились значною перевагою у забезпеченні тактичної переваги під час атак та місій з-за кордону із поповнення запасів для партизан.
У 1961 році PAIGC розпочала диверсійні операції в Гвінеї-Бісау. На початку військових дій португальці мали лише дві піхотні роти в Гвінеї-Бісау, і вони зосередилися в головних містах, по суті надавши повстанцям волю в діях у сільській місцевості. PAIGC підривала мости, перерізала телеграфні лінії, знищувала ділянки автомобільних доріг, встановлювала схрони та схованки зі зброєю, знищила села Фула та незначні адміністративні пости. Наприкінці 1962 року португальці почали наступ і видавили прихильників PAIGC, які не інтегрувалися з місцевим населенням.

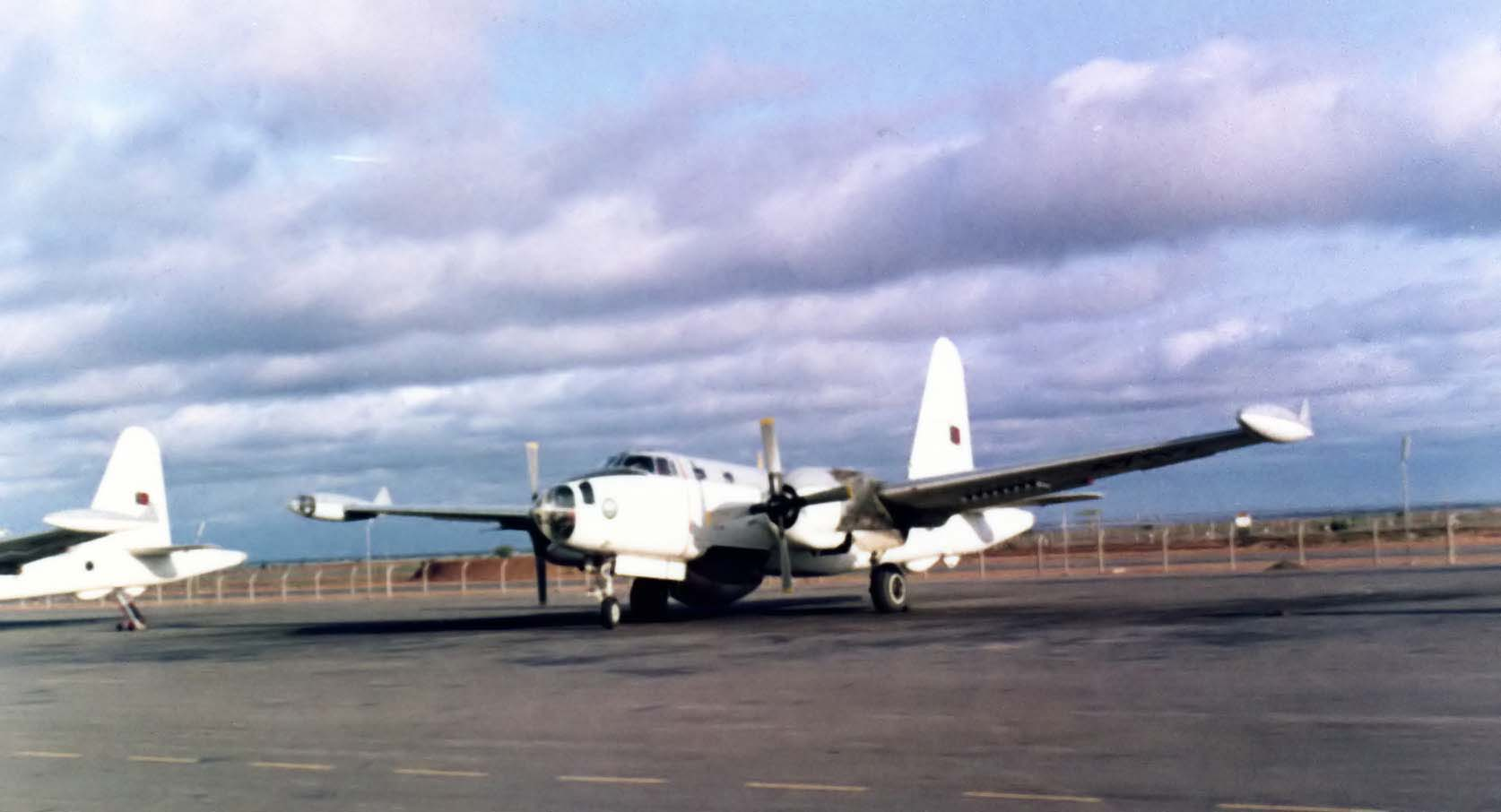
Літак P2V-5 «Нептун» португальських ПС у Гвінеї. 1970-ті

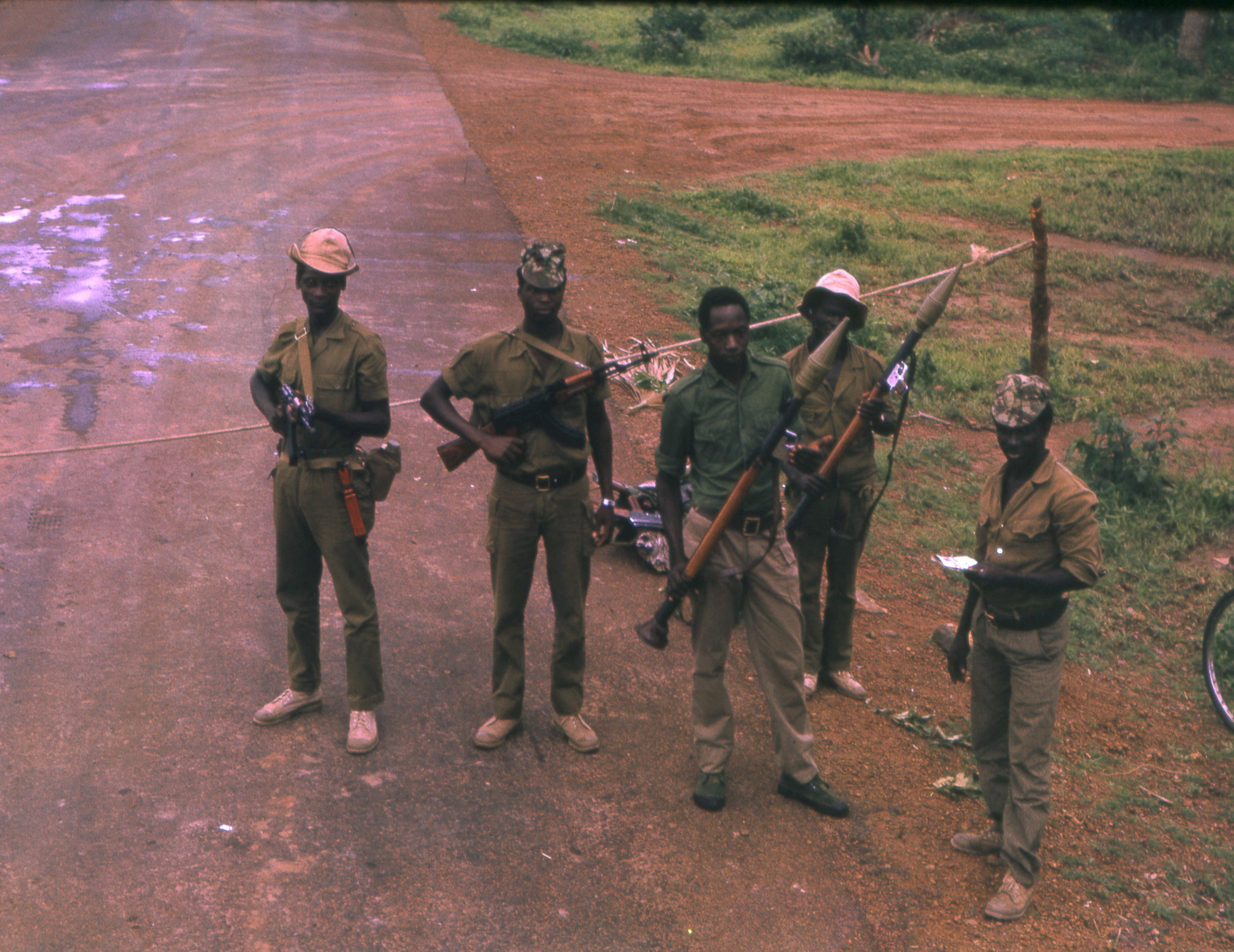
Повстанці PAIGC на блокпосту. 1974

Відкриті бойові дії розпочалися в січні 1963 року, коли партизани PAIGC напали на португальський гарнізон у Тіті, біля річки Корубал, на південь від Бісау, столиці Португальської Гвінеї. Подібні партизанські акції швидко поширилися по колонії, переважно на півдні. Географічні особливості колонії, густі ліси з численними водними шляхами, були сприятливими для партизанської діяльності. У PAIGC було мало зброї — можливо, лише один пістолет-кулемет і два пістолети на групу — тому більшість атак проводилося на португальські конвої, щоб здобути більше зброї. Кожна група воювала ізольовано і створювала у лісі окрему власну базу, незалежно від інших. Багато угруповань утворилося за племінною та релігійною ознакою. Ці угруповання почали знущатися над місцевими жителями, люди почали тікати з «визволених» зон. Центральне командування PAIGC було в жаху. Приблизно в жовтні 1963 португальці почали атакувати PAIGC за допомогою бомбардувальників; до кінця 1963 року деякі села були покинуті, оскільки окупанти пішли в ліс.
У 1964 році PAIGC відкрив свій другий фронт на півночі. У квітні 1964 року португальці перейшли в контрнаступ. Вони напали на утримуваний PAIGC острів Комо на півдні країни. 3000 португальців за підтримки з повітря взяли участь у штурмі, але через 65 днів боїв урядові сили були змушені відійти. PAIGC переслідувала португальців під час сезону дощів. У якийсь момент 1964 року планувальники португальських ВПС не змогли перевірити свою мету і розбомбили португальські війська. На помсту португальські солдати і моряки напали на казарми ескадрильї в столиці колонії Бісау.
У 1965 р. війна охопила східну частину країни. Того ж року PAIGC розширила свої атаки в північній частині країни, де на той час діяв лише Фронт визволення та незалежності Гвінеї (FLING), незначні повстанські сили. До цього часу PAIGC на чолі з Амілкаром Кабралом почала відкрито отримувати військову підтримку від СРСР, Китаю та Куби.
Успіх партизанських операцій PAIGC змусив португальські заморські збройні сили розгорнути в Португальській Гвінеї змінити тактику дій, португальці змушені були обмежитися обороною вже утримуваних територій і міст. На відміну від інших африканських територій Португалії, успішна португальська тактика боротьби з повстанцями невеликих підрозділів відбувалася в Гвінеї повільно. Оборонні операції, коли солдати були розосереджені в невеликій кількості для охорони критичних будівель, ферм або інфраструктури, були особливо руйнівними для регулярної португальської піхоти, яка стала вразливою для партизанських атак за межами населених пунктів силами PAIGC.

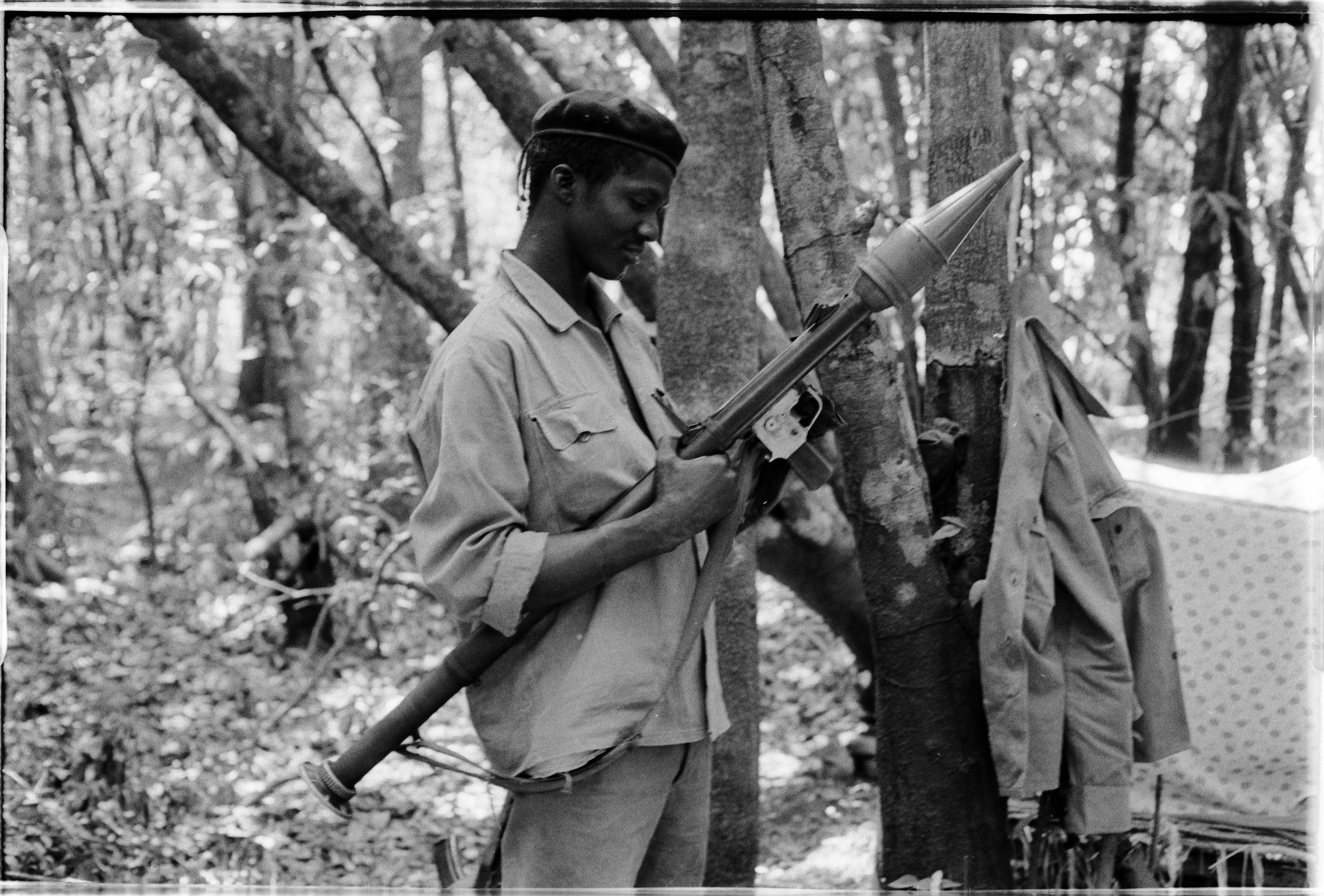
Повстанець PAIGC з гранатометом РПГ-2 у військовому таборі. 1974

До того ж, португальці були деморалізовані стійким зростанням симпатій тубільного населення до PAIGC. У порівняно короткий час повстанцям вдалося скоротити португальський військовий та адміністративний контроль у країні до порівняно невеликої території. Цьому сприяли і місцеві жителі, які після приходу PAIGC звільнялися від необхідності сплати боргів португальським землевласникам, і навіть податків колоніальній адміністрації. На зайнятих територіях повстанці заборонили ходіння португальської валюти та створювали власну адміністрацію.
До 1967 року ПАІГК провела 147 атак на португальські казарми та армійські бази та контролювала 2/3 Португальської Гвінеї. Наступного року Португалія розпочала нову кампанію проти партизанів з приходом нового губернатора колонії, генерала Антоніу де Спінола. Генерал Спінола ініціював низку цивільних та військових реформ, спрямованих насамперед на стримування ПАІГК та витіснення повстанців на схід, у джунглі. Він провів пропагандистську кампанію, щоб завоювати довіру корінного населення, спробувавши усунути деякі дискримінаційні практики щодо аборигенів Гвінеї. Спінола також розпочав масове будівництво в рамках громадських робіт, включаючи будівництво нових шкіл, лікарень, поліпшення телекомунікацій та доріг, та значне збільшення набору аборигенів Гвінеї до португальських збройних сил.
У рамках зусиль з підриву організаційної структури PAIGC Португалія кілька років намагалася захопити Амілкара Кабрала. Після того, як його не вдалося захопити в 1970 році під час операції «Зелене море», португальці почали використовувати агентів в рамках PAIGC, щоб прибрати Кабрала. 20 січня 1973 року разом із незадоволеним колишнім соратником португальські агенти вбили Амілкара Кабрала в Конакрі, Гвінея. Вбивство сталося менше ніж за 15 місяців до закінчення бойових дій.

### Завершення війни
24 вересня 1973 року PAIGC в односторонньому порядку проголосила незалежність Гвінеї-Бісау в селі Мадіна-ду-Бое, що у звільненому районі Гвінеї-Бісау. 25 квітня 1974 року в Португалії спалахнула Революція гвоздик, революція під керівництвом лівих військових, яка поклала край авторитарній диктатурі Естадо Ново. Новий режим швидко наказав припинити вогонь і почав переговори з лідерами PAIGC.
26 серпня 1974 року, після серії дипломатичних зустрічей, Португалія та PAIGC підписали угоду в Алжирі, згідно з якою Португалія погодилася вивести всі війська до кінця жовтня та офіційно визнати уряд Республіки Гвінея-Бісау, контрольований PAIGC.